# Кароліна (ім'я)
Кароліна — жіноче ім'я іспанською, англійською, італійською, португальською, польською, чеською, словацькою, німецькою, галльською, нідерландською та французькою мовами, похідне від чоловічого імені Каролус, що означає 'вільна людина'   або 'вільний власник'; однак Кароліна також може означати 'пісню щастя чи радости' французького походження або навіть 'найкрасивішу жінку міста' з іспанського.Також у перекладі з давньогерманської мови означає «королева». За головною версією, воно походить від чоловічого імені Карл, що в свою чергу трактувалося як «людина». Нинішню трактування це ім'я отримало лише за часів правління Карла Великого.

## Відомі носійки
- Кароліна Барко (нар. 1951), колумбійсько-американська дипломатка
- Кароліна Дуер (1978 р.н.), аргентинська чемпіонка світу з боксу
- Кароліна Естрада
- Кароліна Фальхольт, шведська художниця, графіті-мисткиня та музикантка
- Кароліна Гайтан, колумбійська телевізійна акторка
- Кароліна Гомес (нар. 1974), колумбійська акторка, ведуча та модель
- Кароліна Гомес, велосипедистка
- Кароліна Гіннінг, шведська модель
- Кароліна Гранберг (1818-1884), шведська балерина
- Кароліна Марія де Ісус (1914 - 1977), бразильська письменниця
- Кароліна Еррера (1939 р.н.), венесуельська модельєрка
- Кароліна Клюфт, шведська спортсменка
- Кароліна Костнер, італійська фігуристка
- Кароліна Марін, професійна бадмінтоністка з Іспанії
- Кароліна Мораес (1980 р.н.), бразильська синхронна плавчиня
- Кароліна Міранда
- Кароліна Оліфант, леді Найрн, шотландська авторка пісень
- Кароліна Естберг, шведська оперна співачка
- Кароліна Даріас Сан Себастьян, іспанська політична діячка
- Кароліна Санто-Домінго, американська модельєрка
- Кароліна Телечеа (1981 р.н.), каталонська політична діячка